# Кривцово (Калининский район)
Кривцо́во — пригородная деревня в Калининском районе Тверской области. Относится к Никулинскому сельскому поселению.
Расположена южнее Твери, протянулась в одну улицу от Тверской объездной дороги (автомагистраль «Москва — Санкт-Петербург» М10 (E 105)) в сторону города до деревни Брусилово. К югу, за шоссе, деревня Никулино, центр сельского поселения.
Население по переписи 2002 — 169 человек, 67 мужчин, 102 женщины. С 2013 года активно застраивается индивидуальными и малоэтажными многоквартирными домами, сформировавшими новые улицы — Просторный проезд, Тихий переулок.